# Lysandra oberthueri
Lysandra oberthueri är en fjärilsart som beskrevs av Gelin 1914. Lysandra oberthueri ingår i släktet Lysandra och familjen juvelvingar. Inga underarter finns listade i Catalogue of Life.